# 白家庄街道
白家庄街道，是中华人民共和国山西省太原市万柏林区下辖的一个乡镇级行政单位。

## 行政区划
白家庄街道下辖以下地区：
五四街社区、五三街社区、二中社区、解放街社区、新胜社区、官地社区、桃杏村、白家庄村和九院村。